# Wolfgang von Bartels

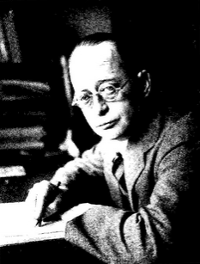
Wolfgang von Bartels

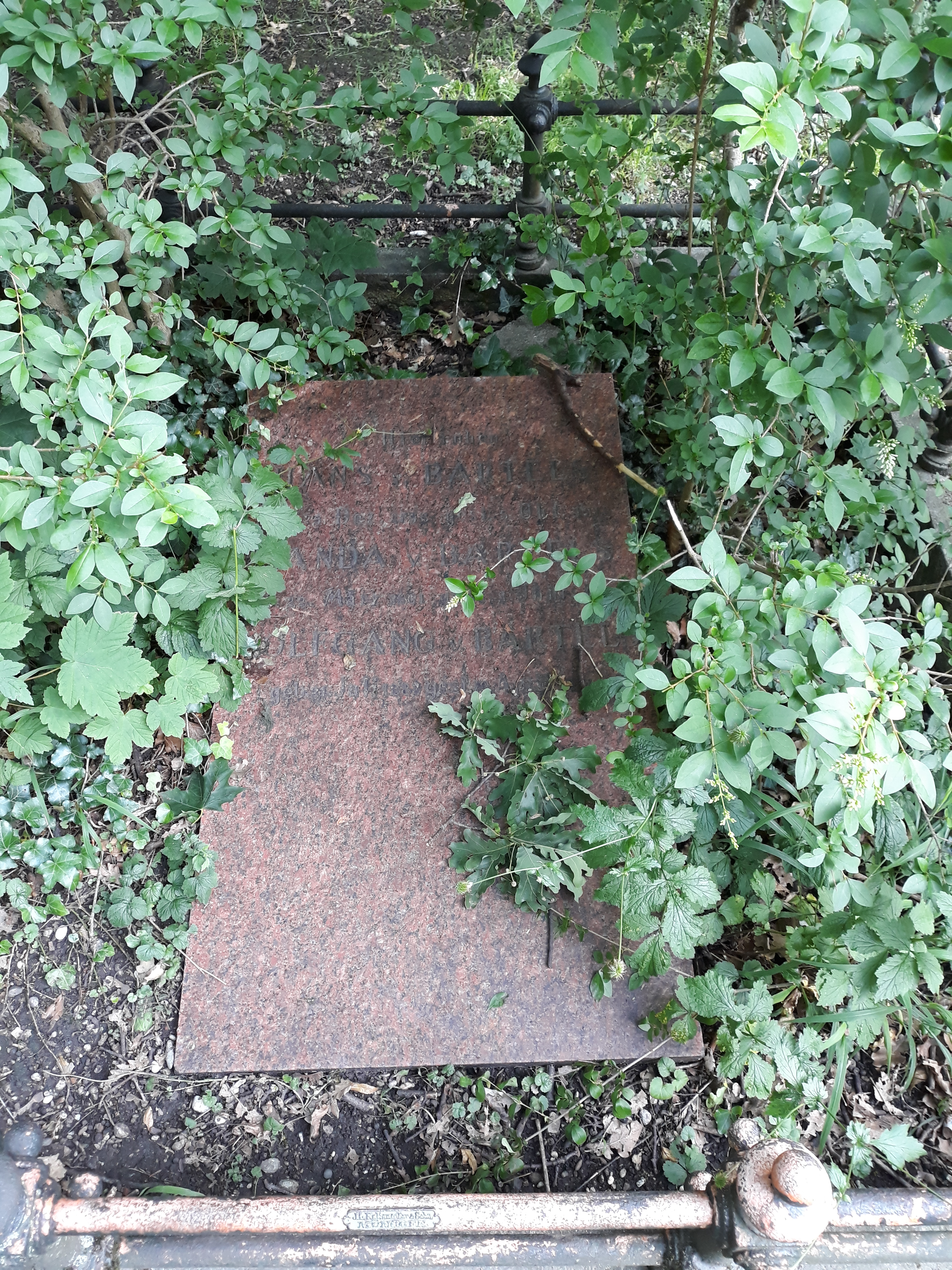
Das Grab von Wolfgang von Bartels im Grab seiner Eltern auf dem Alten Nördlichen Friedhof in München

Wolfgang Johann Nikolaus Hermann „Polly“ von Bartels (* 21. Juli 1883 in Hamburg; † 19. April 1938 in München) war ein deutscher Pianist, Komponist und Musikkritiker.

## Leben
Er war der Sohn des Hamburger Kunst- und Marinemalers Hans von Bartels und dessen Ehefrau Wanda, geborene Grohs. Zu seinen Vorfahren gehörte Johann Moritz von Bartels. Seine Mutter Wanda von Bartels (1861–1921) wurde als Schriftstellerin bekannt. Sein Elternhaus war in Hamburg, Obere Borgfelder Straße 17.
Er erhielt Privatunterricht und war von 1901 bis 1903 Schüler von Anton Beer-Walbrunn in München und anschließend bis 1909 von André Gédalge in Paris. Danach lebte er freischaffend als Pianist und Komponist in München und verdiente seinen Lebensunterhalt auch durch das Verfassen von Musikkritiken. Er schrieb für verschiedene Musik- und Theaterzeitschriften.
Zu seinen Hauptwerken zählen die sieben Baltischen Lieder: 1. Die Stadt, 2. Birken, 3. Blume im Mondlicht, 4. Vorfrühling, 5. Mainacht, 6. Maisturm und 7. Schatten sinken. Sein letztes Werk erschien in seinem Todesjahr 1938. Es ist die Komposition Landsknechte „Unser liebe Frau vom kalten Brunnen“.
Sein Wohnsitz war in München, Agnesstraße 20/0. Er gehörte 1919/20 zu den allerersten NSDAP-Mitgliedern (Mitgliedsnummer 505), schloss sich der 1925 neu gegründeten Partei aber offenbar nicht wieder an.

## Werke (Auswahl)
- Lí-í-lan. Eine chinesische Liebeslegende in 5 Bildern von Bruno Warden, I. M. Welleminsky, Textbuch; Musik von Wolfgang von Bartels, München, Berlin: Drei Masken Verlag, 1916.
- Baltische Lieder, Verlag Tischer & Jagenberg, ca. 1926.
- Frauentanzkantate nach Minnegedichten des 13. Jahrhunderts für Bariton-Solo, gemischten Chor und Orchester, op. 27 (= Edition Breitkopf, Nr. 5585), Leipzig: Breitkopf & Härtel, ohne Jahr [ca. 1950].